# Ꙥ
Ꙥ (minuskule ꙥ) je již nepoužívané písmeno cyrilice, spojením písmen Л a Г. Bylo používáno v Staroslověnštině. Jedná se o měkkou variantu písmena Л.